# ハーマン・アーサー・ヤーン
ハーマン・アーサー・ヤーン（Hermann Arthur Jahn、1907年5月31日 コルチェスター - 1979年10月24日 サウサンプトン）は、ドイツにルーツを持つイングランドの物理学者。エドワード・テラーとともにヤーン・テラー効果を証明した。

## 若齢期
Friedrich Wilhelm Hermann Jahn とMarion May Curtissのもとに生まれた。リンカンのMonks Roadにあるシティスクールに通っていた。
1928年にユニヴァーシティ・カレッジ・ロンドンで化学の学士を取得した。ライプツィヒ大学のヴェルナー・ハイゼンベルク指導を受け1935年2月14日にPhDを取得した。論文のタイトルは「メタン分子の回転と振動」("The rotation and oscillation of the methane molecule")であった。1935年から41年までロンドンの王立研究所のDavy Faraday Research Laboratoryで研究を行った。

## 経歴
1941年から1946年までFarnborough Airfieldのロイヤル・エアクラフト・エスタブリッシュメントに拠点を置いていた。1949年から73年までサウサンプトン大学の応用数学の（最初の）教授であった。量子力学と群論に関する科学論文を発表している。

## 私生活
1943年にHendonでKaroline Schulerと結婚し、1人の息子（1944年生）と1人の娘（1946年生）を持った。
1979年に72歳で亡くなった。